# Walter Graf
Walter Andreas Graf (Zúrich, 3 de marzo de 1937-Lausana, 2 de febrero de 2021) fue un deportista suizo que compitió en bobsleigh en la modalidad cuádruple.
Participó en los Juegos Olímpicos de Grenoble 1968, obteniendo una medalla de bronce en la prueba cuádruple. Ganó una medalla de oro en el Campeonato Europeo de Bobsleigh de 1968.

## Palmarés internacional
| Juegos Olímpicos   | Juegos Olímpicos     | Juegos Olímpicos  | Juegos Olímpicos |
| Año                | Lugar                | Medalla           | Prueba           |
| ------------------ | -------------------- | ----------------- | ---------------- |
| 1968               | Grenoble (Francia)   | Medalla de bronce | Cuádruple        |
| Campeonato Europeo |                      |                   |                  |
| Año                | Lugar                | Medalla           | Prueba           |
| 1968               | Sankt Moritz (Suiza) | Medalla de oro    | Cuádruple        |